# المرابيح
لمرابيح هي قرية في إقليم سيدي قاسم ضمن جهة الغرب شراردة بني حسين بالغرب المغربي. كان مجموع عدد سكان جماعة لمرابيح 20.187 نسمة.(تعداد السكان الرسمي 2004)

## دواوير الجماعة
- دوار اولاد غربي